# 鳥の詩 (Liaの曲)
「鳥の詩」（とりのうた）は、2000年にKeyから発売されたゲーム『AIR』の主題歌である。歌唱はLia。この曲のヒットによりLiaの名が知られるようになった、実質的なデビュー曲である。

## 概要
Lost Witnessの「Red Sun Rising」をモチーフとした曲であり、『AIR』の家庭用ゲーム機移植版やテレビアニメ版でも主題歌として使われている。なお、ゲーム（移植版含む）内で実際に使用されたのはショートバージョンである。また、テレビアニメ版ではテレビ放送用に1分半に編集されたものが用いられていたが、後にテレビアニメ版がブルーレイディスクで発売された際には1番の歌詞をそのまま使ったオープニングがHDTV仕様で新規作成され、特典として収録された。
アメリカ・ロサンゼルスのパラマウントスタジオにてレコーディングが行われたことでも話題となった。
2000年9月8日のWindows初回版『AIR』の発売に先立ち、「鳥の詩」のショートバージョンが同年7月14日に発売されたI'veのコンピレーションアルバム『verge』に先行収録されている。また2000年12月発売のアダルトゲーム専門誌『PUSH!!』2001年2月号には、フルバージョンのMP3データおよびメロディのみの楽譜が収録されていた。
この「鳥の詩」と同じ制作メンバーで、そのメロディを意識して作られた曲に『Light colors』（『智代アフター 〜It's a Wonderful Life〜』オープニングテーマ曲）がある。
ゲームのヒットにより、ニコニコ動画やYouTubeなどの動画サイトで楽曲が話題となり、Liaの名が知られるようになった。

## リミックス
2009年現在、鳥の詩には以下のリミックスが存在する。作詞・作曲者名は原曲と同じため省略する。
ボーカルなし
羽根 -plume-
鳥の詩のオフボーカル・オルゴールアレンジ。ゲームBGMとして使用。
Lia名義
鳥の詩 2004 summer version 〜Relaxin' with lovers mix〜
編曲：Yuichi Kanatani
LIA名義
鳥の詩 〜StripE REMIX〜
編曲：StripE
鳥の詩・torino-uta [the speed freak's noise rave remix]
編曲：DJ SHARPNEL
その他
鳥の詩 〜Bossanova Version〜
編曲：清川伸 歌：みのもみな
「Humanity...」に収録
鳥の詩 -Cosmic Seekers Remix-
「OTSU Club Music Compilation Vol.1」に収録
鳥の詩 -Remix-
「OTSU:Blasterhead」に収録

## AIR以外での使用
- 折戸伸治プロデュースのバンド「WORK-S」のアルバム『Humanity...』（Key Sounds Label、2001年8月10日発売）に「鳥の詩 〜Bossanova Version〜」がボーナストラックとして収録された。
- Liaの歌声をデータベースとしたVOCALOID3、IA -ARIA ON THE PLANETES-には、鳥の詩の歌唱データファイルと伴奏用のインストゥルメンタル版の音楽データファイルが添付されている。
- バンダイナムコゲームスのアイドル育成ゲーム『THE IDOLM@STER』のオフィシャルグッズショップ「765プロダクション商品企画部」において、所属アイドル（登場キャラクター）の歌うカバー曲のリクエストをユーザーから行ったところ、「如月千早（声：今井麻美）」のカバー曲として選考されている[4]。また、同シリーズの音楽ゲーム『アイドルマスター シンデレラガールズ スターライトステージ』ではKeyコラボの一環として、「高垣楓（声：早見沙織）」によるカバー版がプレイアブル楽曲として実装された。
- テレビ番組『モテケン』の2007年10月15日放送分のエンディングテーマ
- ラジオ番組『新らっきー☆ちゃんねる』のコーナー「拝啓・日下部みさお様」タイトルコールのジングル（本曲イントロ部分のアレンジ）としても使われた。
- 2008年に遠藤正明が自身のアニソンカバーアルバム『ENSON2』でこの曲のカバーを行っている。
- 2008年9月26日発売のLillianの『ティンクル☆くるせいだーす』のエミリナルートにて、彼女がこの曲を歌うシーンがある。
- コラボレーションとして2009年8月28日発売のフロントウイングの3Dアイドル育成SLG『タイムリープぱらだいす』に楽曲提供。
- ビジュアルアーツに電話をかけた際の保留音。
- 2024年、中国のショートドラマ配信アプリ『TopShort』内の『キラキラお嬢様のリベンジ』でオリジナルバイオリン曲として演奏されているが許可を得ているのは不明。

## カバー
- 霜月はるか（2001年10月11日発売のCD『ciel etoile』収録）
- 如月千早（声 - 今井麻美）（『THE IDOLM@STER YOUR SONG』および『THE IDOLM@STER MASTER ARTIST 05』収録）
- 榊原ゆい、鳥羽すの、鈴原たると、安玖深音、本山美奈（各々のsolo version、『タイムリープぱらだいす ボーカル・サウンドコレクション コンプリートBOX』収録）
- 遠藤正明（『ENSON2 〜COVER SONGS COLLECTION Vol.2〜』収録）
- 高垣彩陽（2009年2月15日に行われた、声優ユニットスフィアのイベント「ミュージックレインgirls 春のチョコまつり」内にて）
- 小坂りゆ（2018年6月2日発売のCD『Dynamite Dynamite Rev. -NAOKI SPECIAL ALBUM-』収録の「鳥の詩（NAOKI RE:mo2 VERSION）」）
- 米倉千尋（『泣けるアニソン』収録）
- 高垣楓（声 - 早見沙織）（ゲーム『アイドルマスター シンデレラガールズ スターライトステージ』収録曲として、2020年6月9日追加収録）
- Roselia［湊友希那（声 - 相羽あいな）］（ゲーム『バンドリ! ガールズバンドパーティ!』収録曲として、2021年5月1日追加収録[5]）
- 森口博子（2024年8月7日発売のカバーアルバム『ANISON COVERS 2』収録[6]。）

## ラジオ放送
NHK-FMの長時間特別番組「今日は一日○○三昧」シリーズのアニソン編では5回の放送全てで取り上げられている。1回目の「今日は一日 アニソン三昧」では126曲目、2回目の「今日は一日 アニソン三昧SS」では前年度に最もリクエストの多かった曲として1曲目に放送され、3回目の「今日は一日 アニソン三昧 ファイナル」では128曲目に放送されLia本人もゲスト出演した。4回目の「今日は一日“帰ってきたアニソン”三昧」では36曲目に放送され、Lia本人が電話出演した。また5回目となる「今日は一日“アニソン”三昧 Z（ゼット）」ではゲスト出演していたLiaが41曲目にライブで歌った。

## 批評・反響
楽曲「鳥の詩」は「国歌」として形容されることがある。株式会社タブロイドに所属するライターの坂本寛は、洋泉社が発行した『アニソンマガジン』のゲームソングレビュー集の中で2008年の時点でゲームソング・アニメソングの中において最も素晴らしい楽曲の1つと位置づけており、「壮大にして緻密なボーカル、打ち込み、コーラスとも完璧な出来映え」で視聴者に「太陽の光を想起させる」と批評した。
2019年3月1日には、ソニー・ミュージックエンタテインメントのアニメソング人気投票キャンペーン「平成アニソン大賞」においてユーザー投票賞（2000年 - 2009年）に選出された。

## 著作権管理
「鳥の詩」は、JASRACなどの著作権管理団体に楽曲が登録されていないため、楽曲を使用する際には直接権利者から許可を得る必要がある。Key Sounds Labelの他の楽曲にも同様の例がある。
楽曲を耳コピーしてMIDIで再現したり、演奏や歌唱する場合（いわゆる「歌ってみた」動画など）は、非営利目的に限りファン活動として公開を許可されている。
ただしゲームやCDなどから直接録音した音源を使用したり（リミックス、MAD動画なども含む）、また耳コピーや演奏・歌唱などであっても他社コンテンツの二次創作のBGMとして無断使用することは禁じられている。

## 盗作事件
2005年には、永邦（ヨン・バン、ショーン・ヨン）という華人系シンガポール人アーティストのアルバムに収録された楽曲「melody」（作曲・ジー・ゾンピン）が「鳥の詩」の盗作ではないかとの疑惑が持たれ（アレンジMIDIを使用していた）、Keyが問題のアルバムの版権を持つSony BMGに抗議をしたため、同CDはSony BMGにより回収された。